# مدير مكتب التحقيقات الفيدرالي
مدير مكتب التحقيقات الفيدرالي، هو رئيس مكتب التحقيقات الفيدرالي، وهي وكالة إنفاذ قانون فيدرالية تابعة للولايات المتحدة، ويتحمل مسؤولية العمليات اليومية للمكتب. يُعيَّن مدير مكتب التحقيقات الفيدرالي لولاية واحدة مدتها عشر سنوات من قبل رئيس الولايات المتحدة، ويُصادَق على تعيينه من قِبل مجلس الشيوخ. ويُعدّ المكتب وكالة تابعة لوزارة العدل الأمريكية، وبالتالي فإن المدير يرفع تقاريره إلى المدعي العام للولايات المتحدة.
كان المدير يقدّم إحاطات للرئيس بشأن أي قضايا تنشأ داخل المكتب، حتى تم سن قانون إصلاح الاستخبارات ومنع الإرهاب لعام 2004 عقب هجمات 11 سبتمبر. ومنذ ذلك الحين، أصبح المدير يقدم تقاريره أيضًا إلى مدير الاستخبارات الوطنية، حيث يُعدّ مكتب التحقيقات الفيدرالي جزءًا من مجتمع الاستخبارات في الولايات المتحدة.
المدير الحالي لمكتب التحقيقات الفيدرالي هو كاش باتيل، الذي أُدّي اليمين الدستورية في 21 فبراير 2025.
ملاحظة: وفقًا للمصادر العامة حتى مايو 2025، لم يتم تأكيد تعيين كاش باتيل كمدير لمكتب التحقيقات الفيدرالي. المدير الحالي هو كريستوفر راي، الذي يشغل المنصب منذ 2 أغسطس 2017.